# Maison des esprits
La maison des esprits (thaï : ศาลพระภูมิ, litt. Pavillon du maître des lieux) est la manifestation d'un culte animiste très vivace en Thaïlande et dans les pays bouddhistes environnants (Birmanie, Vietnam, Cambodge, Laos et aussi Malaisie, Indonésie et Philippines).

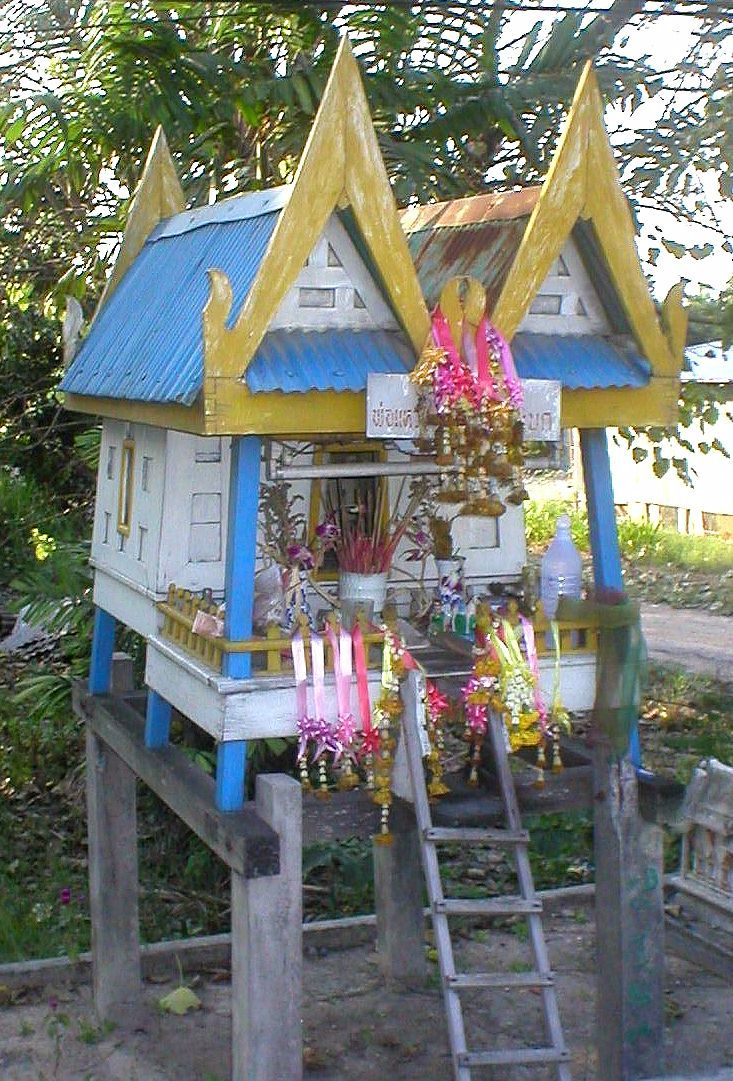
Une maison des esprits ancienne

## Origine de la croyance
Le culte des esprits remonte aux sources de l'histoire des peuples indochinois. En Thaïlande, les pra phum (thaï : พระภูมิ ou พระภูมิเจ้าที่, langue formelle) ou chao thi (thaÏ : เจ้าที่, langue populaire) sont des génies, gardiens du sol, des champs, des arbres, des maisons, etc. Protecteurs, ils sont distincts des phi (thaï : ผี), esprits plus ou moins malveillants et voyageurs, sortes de fantômes. Les chao thi (เจ้าที่« seigneurs du lieu, maître des lieux ») sont justement chargés de tenir à distance les phi qui sans cela amèneraient malheurs et désolation dans leur environnement.
Ainsi, pour s'assurer de la protection du chao thi les habitants d'un lieu construisent une petite résidence, contenant des figurines représentant les génies, devant leur maison, leur magasin, ou à la campagne devant leur rizière, afin de fixer l'esprit du lieu qui les protègera. La petite résidence placée sur un pilier est une maison en miniature. Le culte consiste à offrir, avant 11h, des fleurs, de l'encens et de la nourriture qui doivent rendre le chao thi collaborateur et reconnaissant.
Cette pratique animiste n'entre pas en conflit avec le bouddhisme, celui-ci n'ayant pu faire disparaître cette croyance, l'a récupérée en plaçant les chao thi à un niveau intermédiaire entre les hommes et les dieux hindous intimement mêlés au bouddhisme syncrétique theravâda et en les considérant comme des serviteurs de Bouddha.

## La Maison des esprits

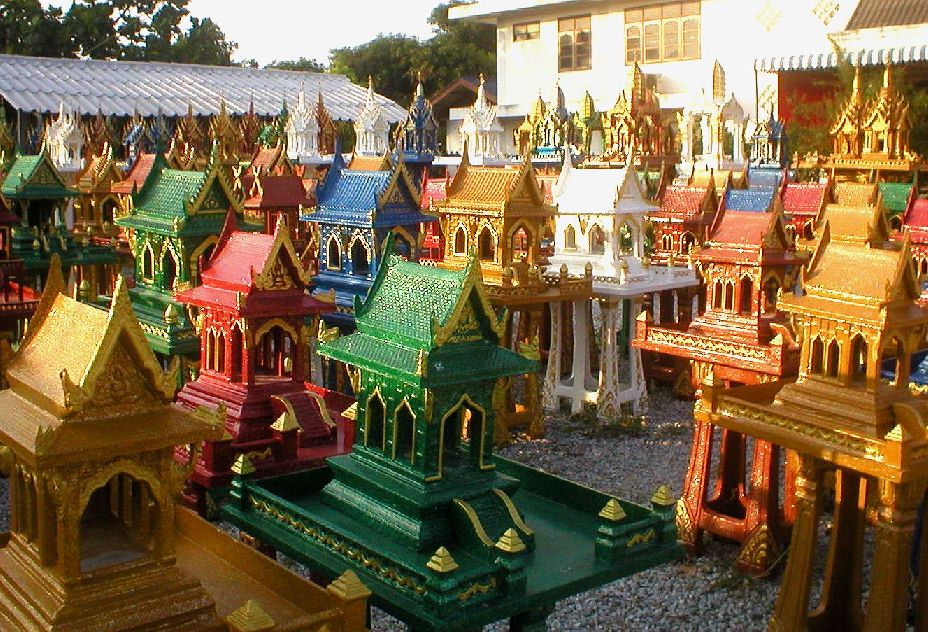
Exposition-vente (Pattaya, 2004)

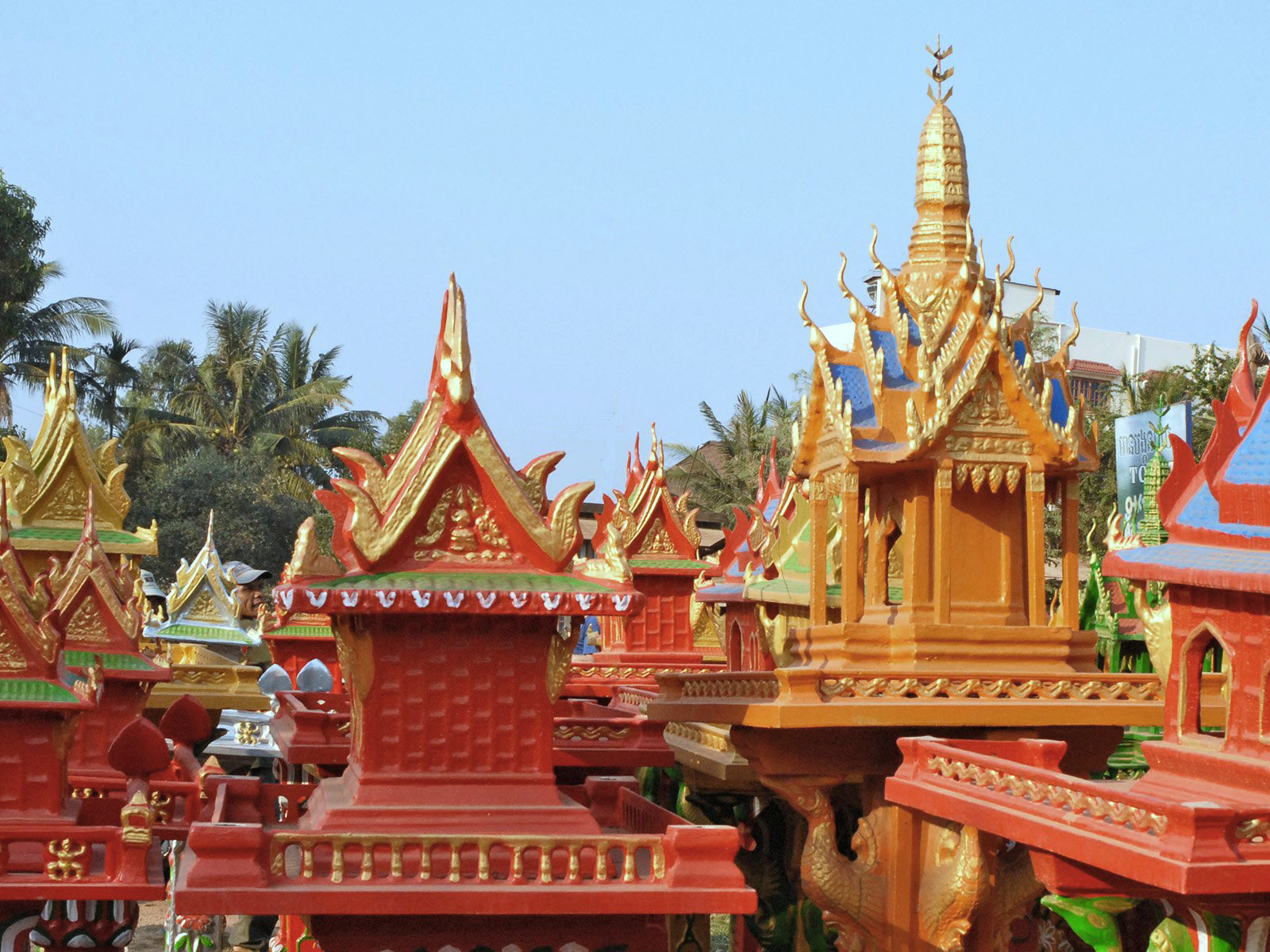
Artisanat khmer (2008)

En Thaïlande et au Laos, la présence d'une maison des esprits (sanphraphum) est pratiquement obligatoire pour chaque construction privée ou publique.
Elle est d'une richesse proportionnelle à la demeure qu'elle protège, pour que le chao thi ne soit pas jaloux de l'humain. Dans le cas des bâtiments importants (banques, immeubles), elle est associée à un petit temple dédié à Brahma aux quatre visages. La maison des esprits doit être placée à hauteur du regard, à l'extérieur du bâtiment, près de la porte principale, orientée au Nord ou faute de mieux au Sud. L'ombre du bâtiment ne doit pas la toucher. On en trouve également près des grands arbres, des terrains de football...  Dans ces conditions, et avec une attention régulière en offrandes et petites prières quotidiennes, le chao thi repoussera les phi et même les voleurs. 
Quand la maison est trop vieille, ou qu'une modification urbanistique modifie les propriétés, les maisons ne doivent pas être détruites, elles sont regroupées dans des lieux isolés et abandonnées là pour ne pas laisser le génie sans demeure.
Autrefois construite artisanalement en bois à l'image de la maison thaïe traditionnelle, elle est maintenant souvent produite en série, fabriquée en ciment et prend la forme d'une reproduction de temple.

## Galerie

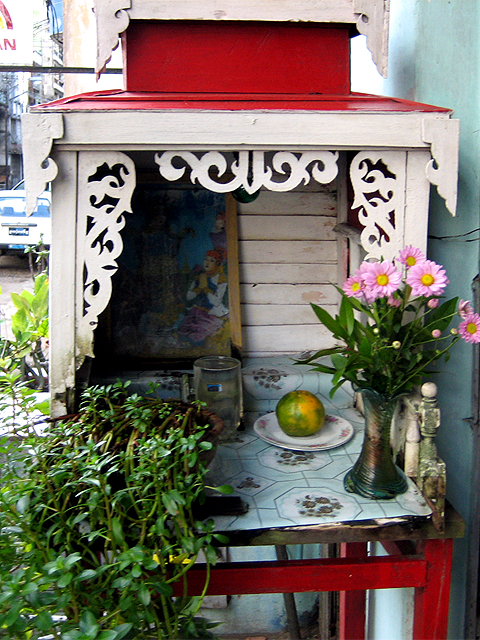
Yangon, Birmanie
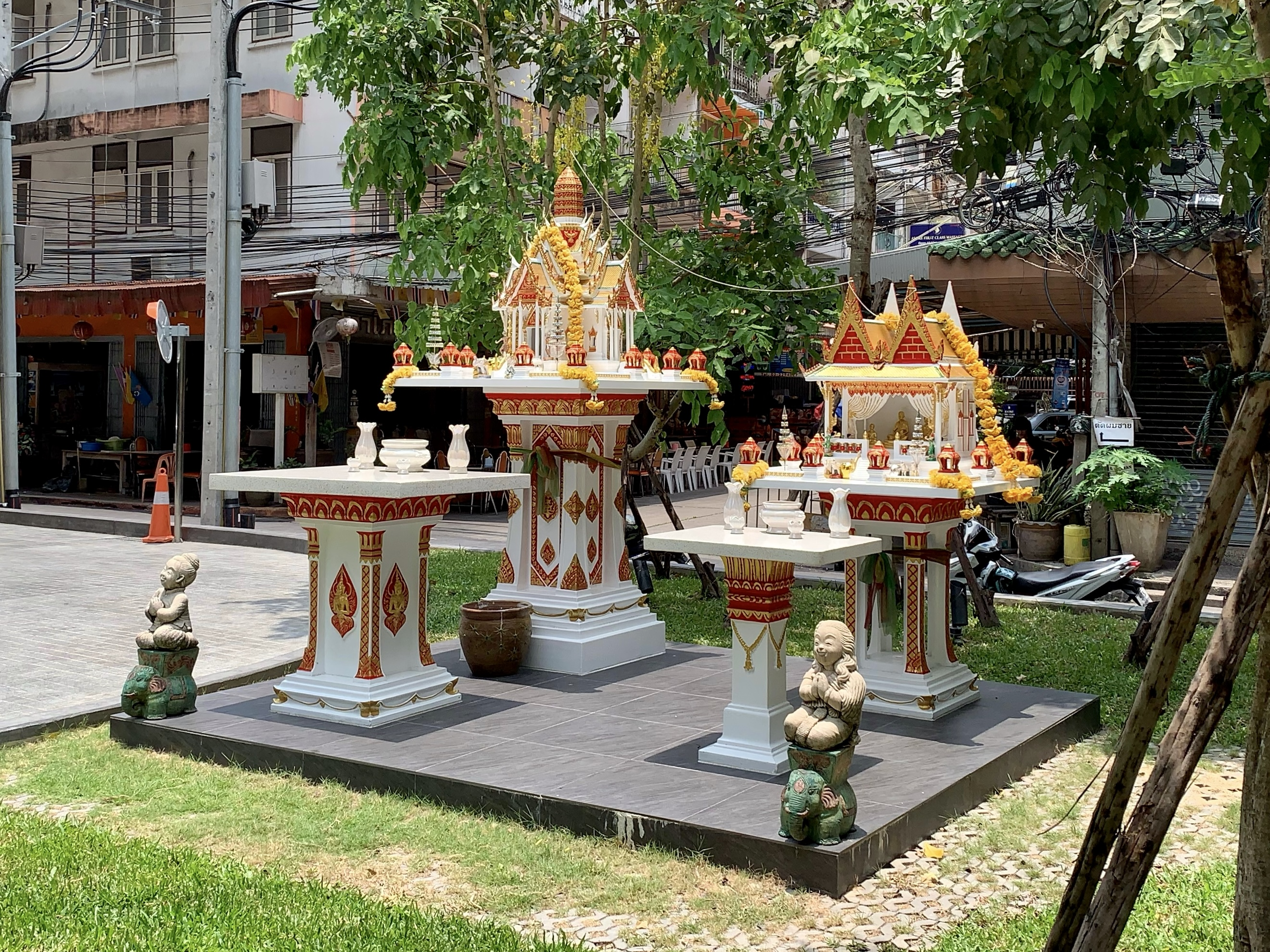
Bangkok, Thaïlande
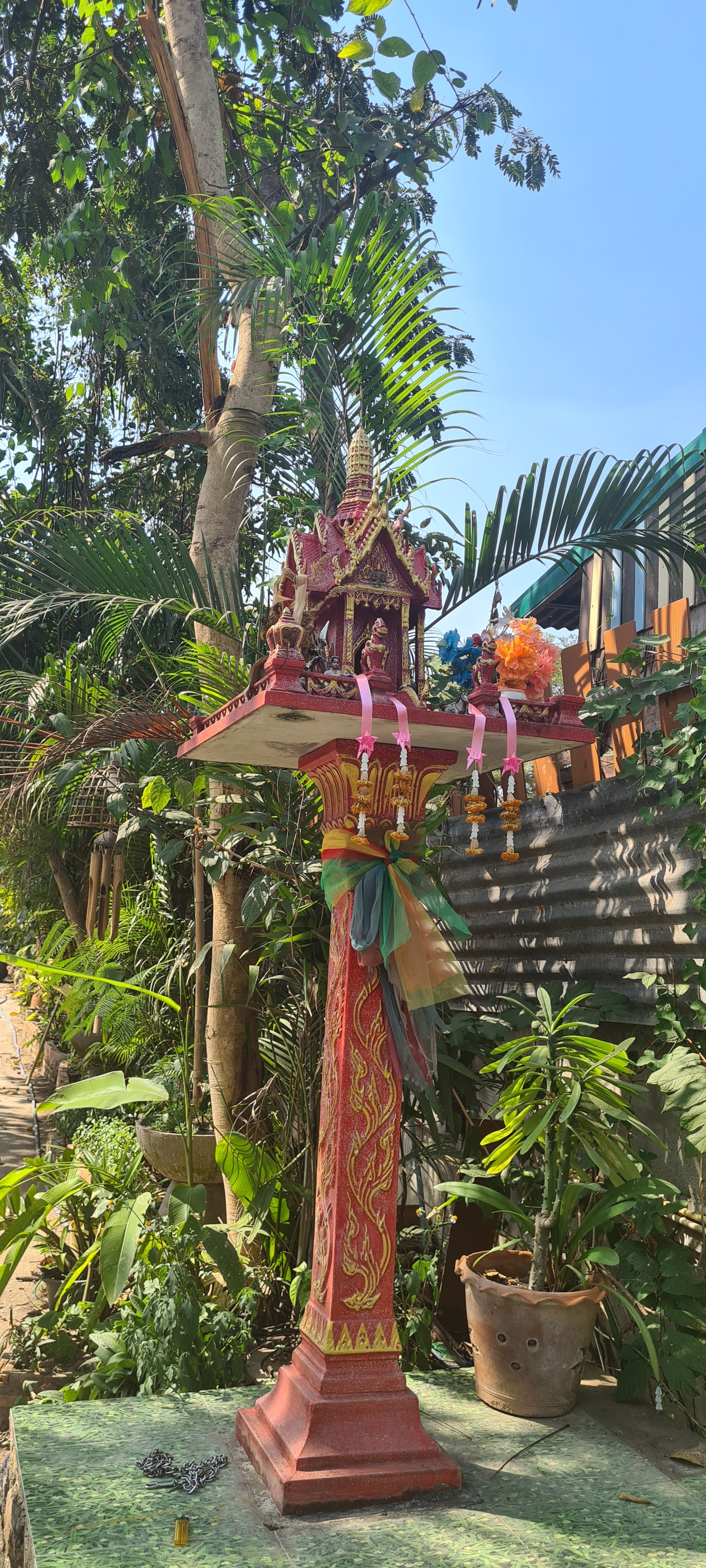
Sukhothaï, Thaïlande
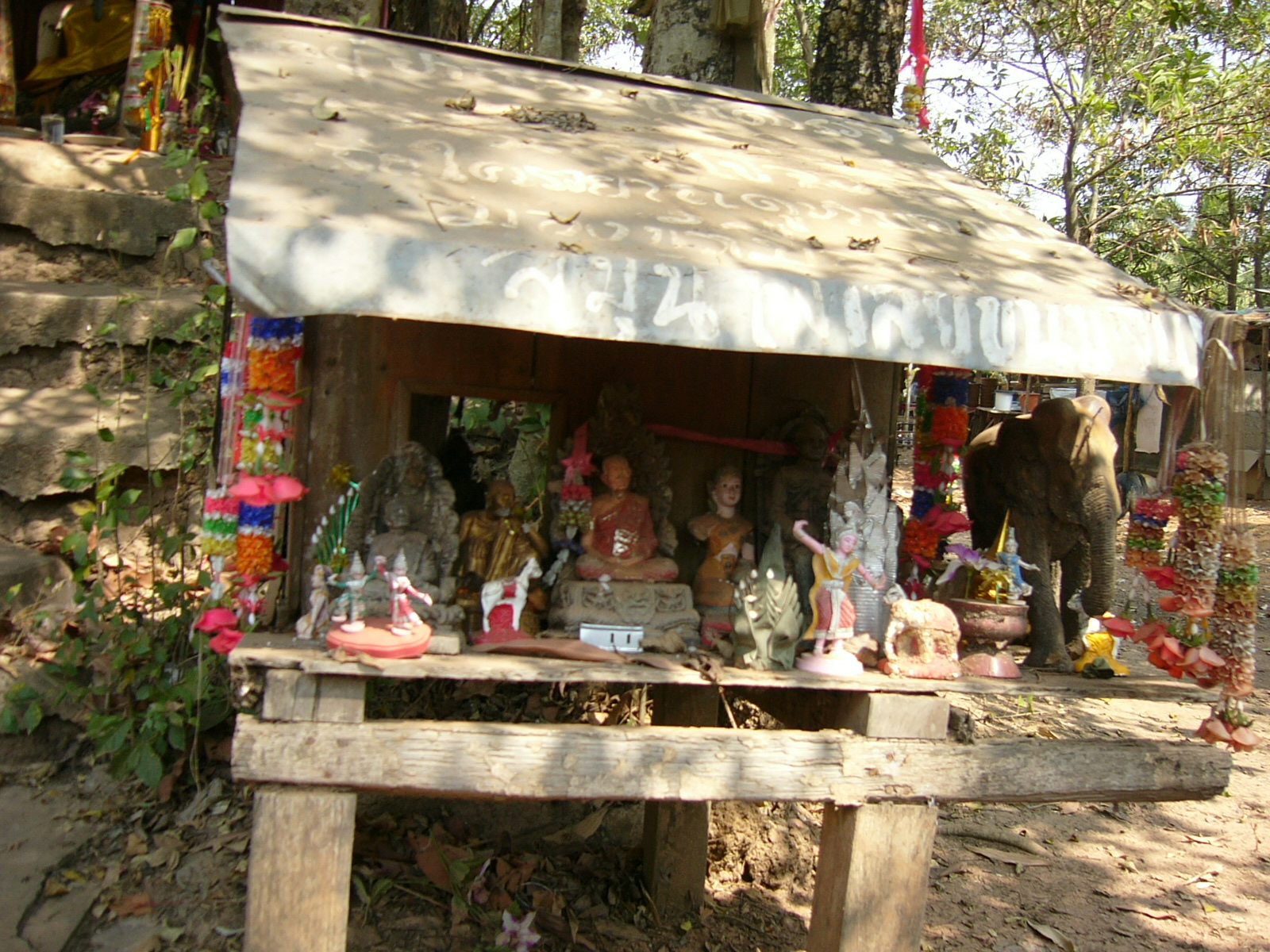
Près de Bang Dung, Thaïlande
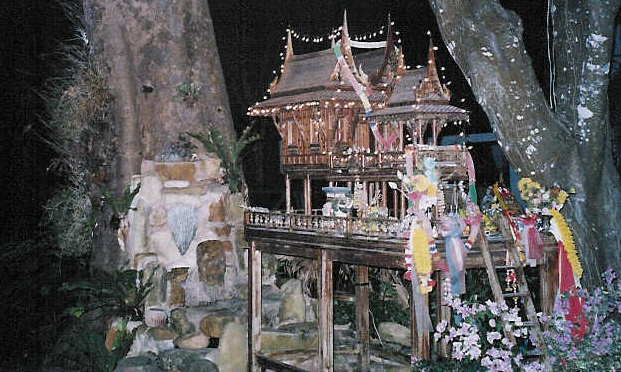
Ko Chang, Thaïlande
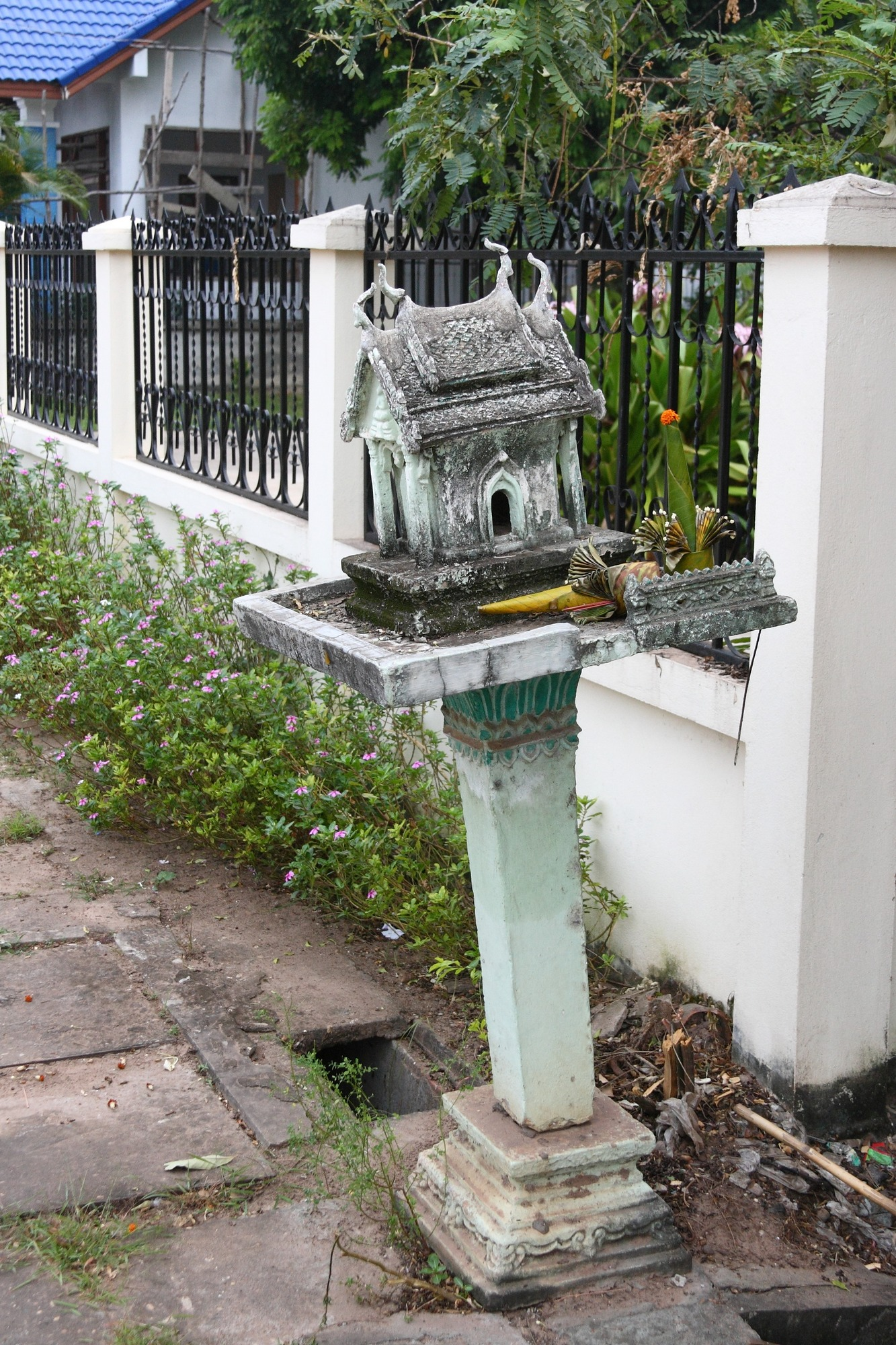
Savannaket, Laos
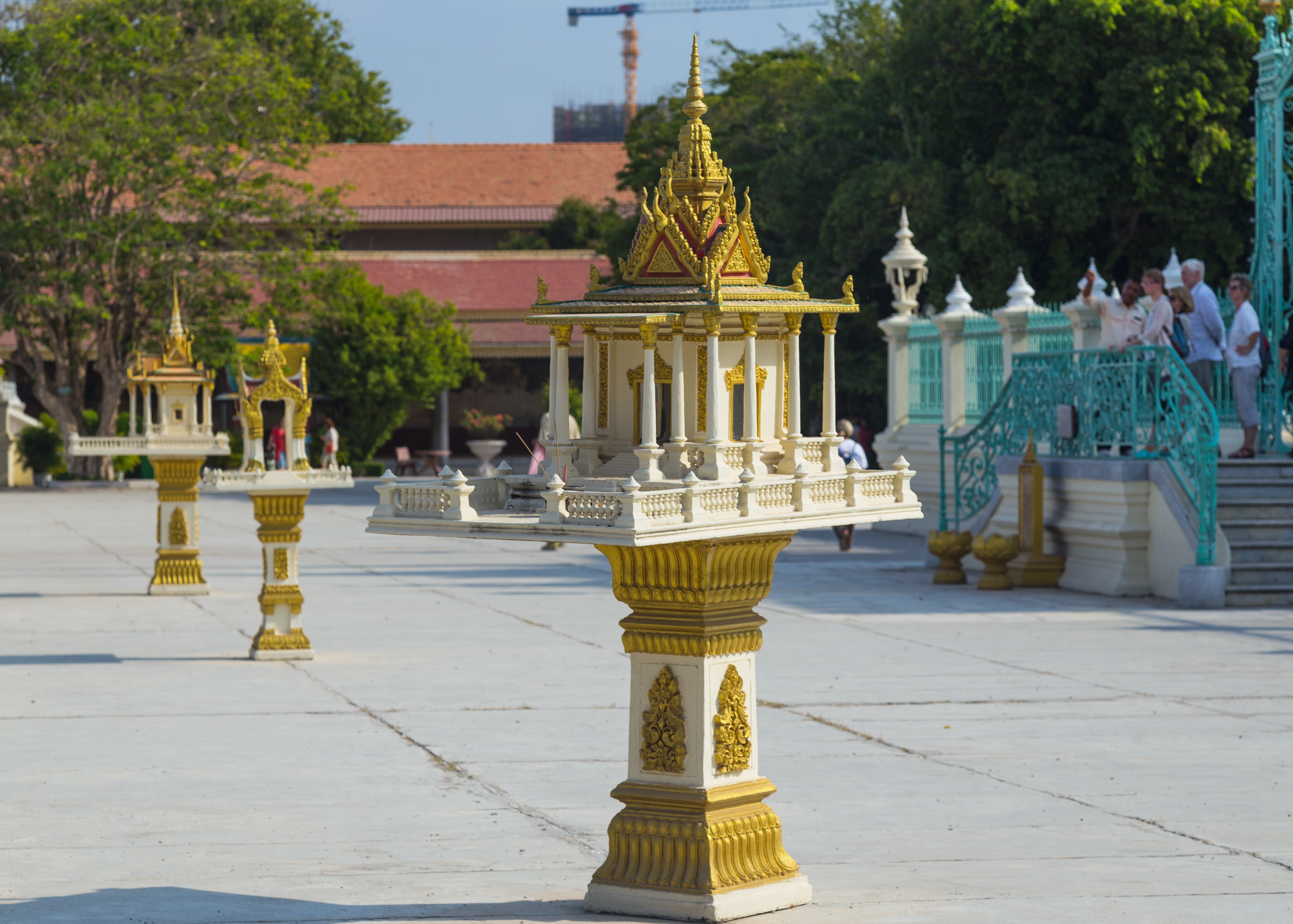
Palais royal, Phnom Penh, Cambodge
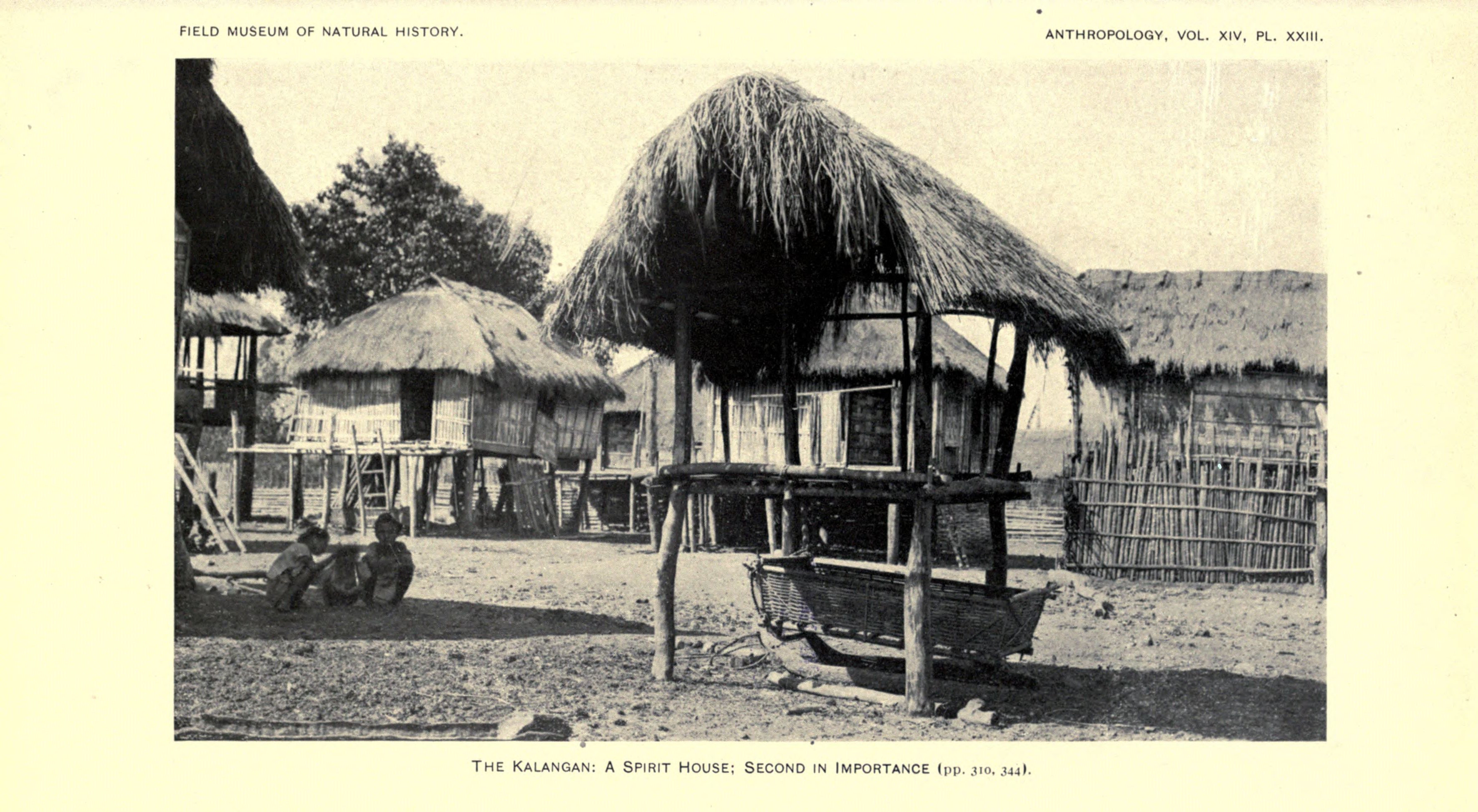
Philippines